# Cuidao por Ahí
"Cuidao por Ahí" é uma música do cantor colombiano J Balvin e do rapper porto-riquenho Bad Bunny, contida no álbum colaborativo Oasis. A música foi lançada em 23 de agosto de 2019 como o quarto single do projeto.

## Desempenho comercial
Como o resto dos lançamentos do Oasis, "Cuidao por Ahí" conseguiu figurar na parada da Billboard Hot Latin Songs, chegando ao número 28.

## Vídeo musical
O videoclipe de "Cuidao por Ahí" foi lançado em 23 de agosto de 2019 e foi dirigido por Colin Tilley. Suas imagens e direção ímpares foram observadas por vários jornalistas.

## Desempenho nas paradas musicais
| Tabela musical (2019)                      | Maior posição |
| ------------------------------------------ | ------------- |
| Argentina (Argentina Hot 100)              | 60            |
| Espanha (PROMUSICAE)                       | 61            |
| Estados Unidos (Billboard Hot Latin Songs) | 28            |

## Vendas e certificações
| Região                                                        | Certificação | Vendas  |
| ------------------------------------------------------------- | ------------ | ------- |
| Estados Unidos (RIAA)                                         | Ouro         | 30,000‡ |
| ‡vendas+valores de streaming baseados somente na certificação |              |         |